# 松平近栄
松平 近栄（まつだいら ちかよし）は、江戸時代前期から中期の大名。出雲広瀬藩の初代藩主。広瀬松平家の祖。松江藩初代藩主・松平直政の次男。諱の「近」の字は、松江藩第3代藩主・松平綱近（甥、松平綱隆の子）から受けた偏諱と考えられるが確証はない。

## 生涯
寛永9年（1632年）、出雲松江藩初代藩主・松平直政の次男として誕生。
明暦元年（1655年）11月7日、叔父である大野藩主松平直良の婿養子となり相続者と目されていたが、直良に実子直明が生まれたため、寛文6年（1666年）に兄綱隆から3万石を分与されて広瀬藩を立藩した。最初は蔵米による支給だったといわれている。
親族である越後高田藩の家中にて御家騒動（越後騒動）が起こると、近栄は姫路藩主松平直矩と共に騒動の調停役を務めたが、これがのちに将軍徳川綱吉の勘気に触れたため閉門処分とされた上、1万5000石に所領を減らされた。後に3万石に復帰した。
藩政においては文武両道の名君で、領民のことをよく考えた善政を敷いたといわれている。
寛文9年（1669年）、東京都渋谷区広尾の祥雲寺塔頭の瑞泉山霊泉院を建立。
元禄15年（1702年）3月23日、家督を長男・近時に譲って隠居し、享保2年（1717年）9月19日に86歳の長寿をもって死去した。

## 系譜
- 正室：満姫 - 松平直良娘
  - 長女：繁姫 - 田村建顕正室
  - 次女：富姫 - 戸田光正継室
  - 長男：近時
- 養子女
  - 女子：万姫 - 田村建顕娘、板倉重高正室